# South West City
South West City é uma cidade  localizada no estado americano de Missouri, no Condado de McDonald.

## Demografia
Segundo o censo americano de 2000, a sua população era de 855 habitantes.
Em 2006, foi estimada uma população de 920, um aumento de 65 (7.6%).

## Geografia
De acordo com o United States Census Bureau tem uma área de
3,7 km², dos quais 3,6 km² cobertos por terra e 0,1 km² cobertos por água. South West City localiza-se a aproximadamente 348 m acima do nível do mar.

## Localidades na vizinhança
O diagrama seguinte representa as localidades num raio de 16 km ao redor de South West City.